# Донжон

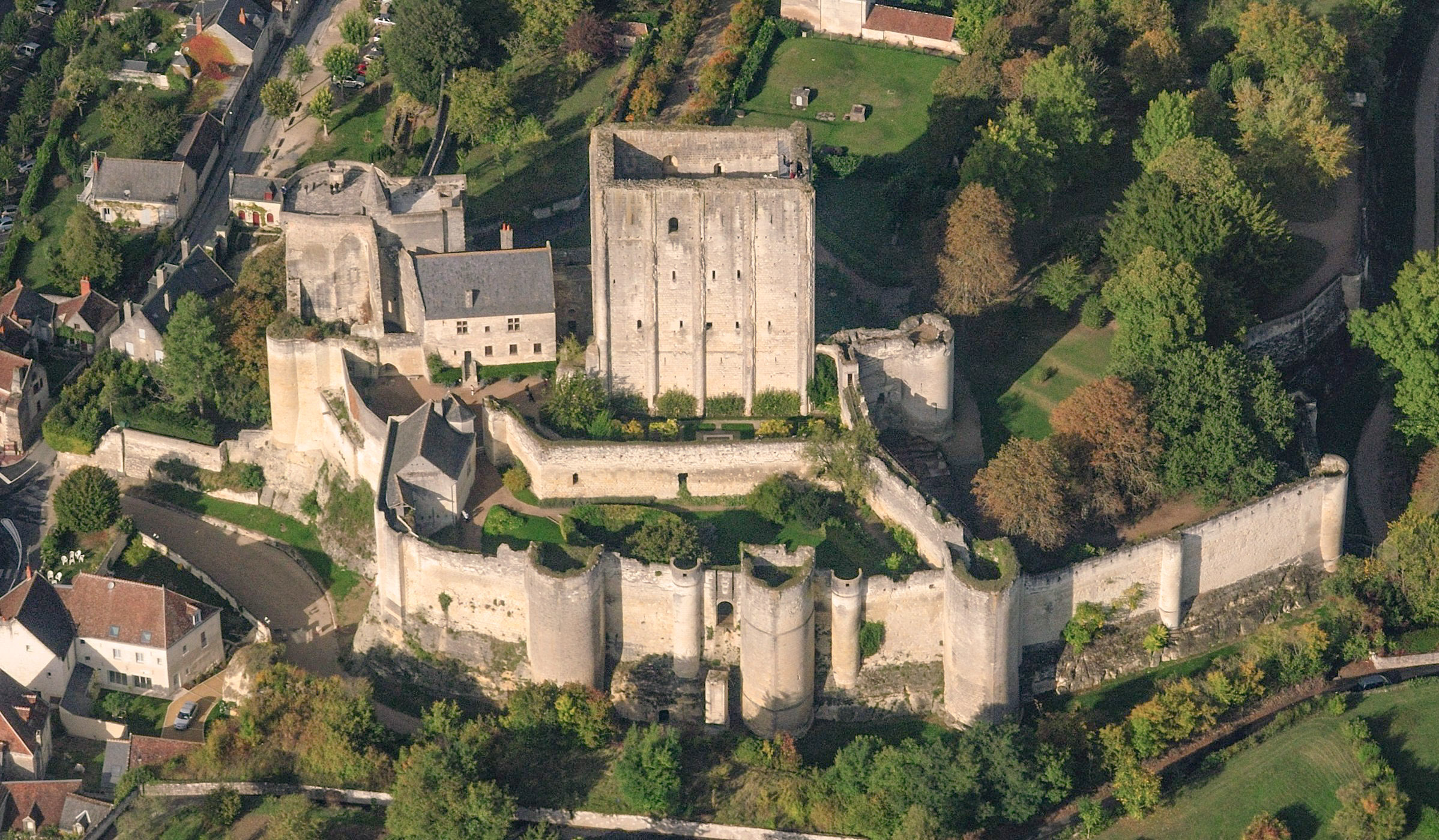
Донжон замку Лош, Франція

Донжо́н (від фр. donjon — «володіння»; англ. keep; нім. Bergfried; ісп. torreón; італ. dongione, maschio, mastio), або Головна́ ба́шта (лат. turris castri, magna turris; нім. Hauptturm, ісп. torre del homenaje, порт. torre de menagem, швед. Kärntorn) —   житлова вежа і водночас оборонна вежа середньовічного замку у французькому культурному ареалі.         Найкраще укріплена вежа замку. Останній пункт оборони. Якщо ворог захоплював замок, то донжон залишався останнім «володінням», звідси й назва. Символ неприступності замку.

## Етимологія
Французьке слово donjon має галло-романське походження (Шарль Деканж наводить його архаїчні варіанти dunjo, dungeo, domniono, domnio) і сходить до лат. dominus («пан, володар»). Не виключається вплив франкського *dungjo.
Англійський варіант написання слова dungeon (запозичення зі старофранцузької мови) спочатку не означав «підземелля», але, з перетворенням Тауера (буквально «Вежа») в королівську в'язницю, став вживатися для позначення темниць та підземель. При цьому інше англійське слово keep зберегло своє споконвічне значення і, як і раніше, означає тільки донжон, а не в'язницю.

## Опис

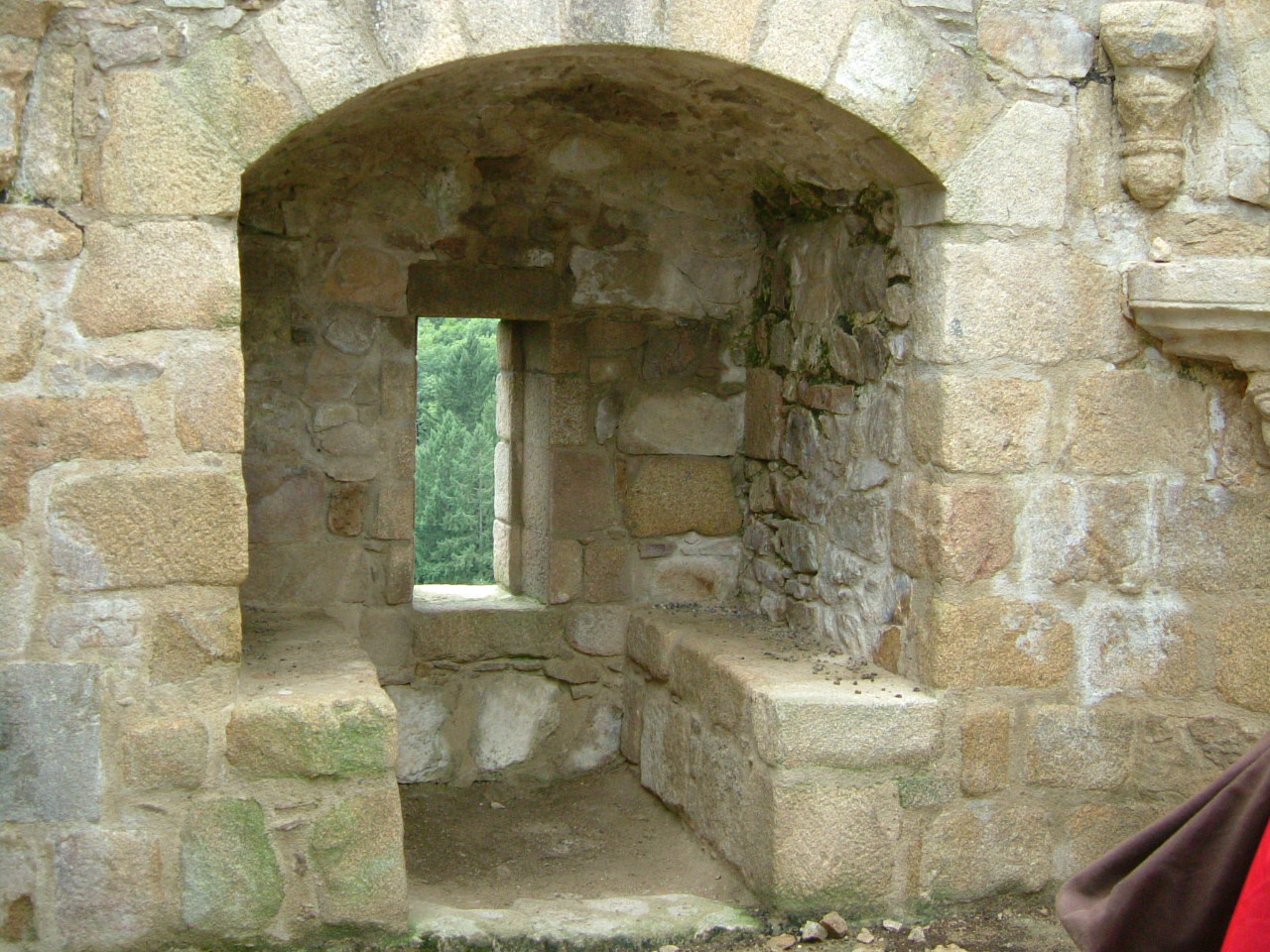
Ніша перед вікном з лавами-кусьєжами. Замок у Крозані, Франція.

Донжон — масивна циліндрична або призматична споруда з товстими міцними стінами, прорізаними бійницями й амбразурами. Донжон містився всередині фортечних мурів і часто на підвищеному й важкодоступному місці, відкритому з усіх боків.
Донжон складався з двох чи трьох зал, розташованих одна над одною. Розділялися ці зали колодяними чи дощатими перекриттями, пізніше для запобігання пожежам стали робити кам'яні склепіння. Для міжповерхового сполучення в товщі муру влаштовувалися гвинтові сходи, могли використовуватися і драбини з люками. Одна із зал вважалася головною: тут проходили пири, влаштовувалися танці. Внаслідок великої товщини стін донжона вікна в залах влаштовувалися в особливих нішах чи амбразурах, на одну-дві сходинки вище підлоги: таким чином утворювався альков, а перед вікнами розташувалися одна чи дві лави (у французькій мові відомі як coussièges). Опалювалися зали камінами, вбудованими в товщу стін. Крім господарських приміщень, житлових кімнат і лицарського залу тут містилися зброярня, головний колодязь, харчові склади, а в підземеллі — в'язниця. Іноді в донжоні поміщалася й каплиця.
Крім того, хоча зазвичай замки були територією, обнесеною стінами з баштами і донжоном усередині, багато з них, по суті, складались лише з самих «центральних» башт (без фортечних мурів) — прикладом може послужити замок Вао 14 століття в Естонії.
Форми донжонів вельми різноманітні: у Великій Британії були популярні чотирикутні башти, але також зустрічалися круглі, восьмикутні, правильні і неправильні багатокутні донжони, а також комбінації з декількох перерахованих форм.
У селі Середньому Закарпатської області в XIII столітті був побудований замок тамплієрів. Напівзруйнований донжон його зберігся до наших днів. Середнянський замок — чотирикутна триярусна кам'яна башта-донжон (18,6 м х 16,5 м) з балочними міжповерховими перекриттями, висота вежі до 20 м, а товщина стін — 2,6 м. Вхід у башту був на рівні другого ярусу.
Однією з перших спроб було зведення такої вежі-резиденції у Холмі (нині Хелм, Польща), заснованій Данилом Галицьким нової княжої столиці. Але донжон був мурованим лише до половини висоти, решту збудували з дерева.

## Джерело
- Тимофієнко В. І. Архітектура і монументальне мистецтво: Терміни та поняття / Академія мистецтв України; Інститут проблем сучасного мистецтва. — К. : Видавництво Інституту проблем сучасного мистецтва, 2002. — 472 с. — ISBN 966-96284-0-7.